# عبد القادر بدران
عبد القادر بدران  15 أبريل 1992-) هو لاعب كرة قدم جزائري يلعب في نادي الدحيل القطري

## روابط خارجية
- عبد القادر بدران على موقع قاعدة بيانات كرة القدم.إي يو (الإنجليزية)
- عبد القادر بدران على موقع ناشيونال فوتبول تيمز (الإنجليزية)
- عبد القادر بدران على موقع Soccerway.com (الإنجليزية)
- عبد القادر بدران على موقع عالم كرة القدم.نت (الإنجليزية)